# Iván Werning
Iván Werning (20 de junho de 1974) é um economista e professor argentino. Atualmente é professor no departamento de economia do Instituto de Tecnologia de Massachusetts, nos Estados Unidos.

## Biografia

### Primeiros anos e formação acadêmica
Nascido na Argentina, filho do matemático Pablo Werning, formou-se no curso de Economia oferecido pela Universidade de San Andrés em Buenos Aires, capital do país. Ainda na Argentina, obteve seu mestrado pela Universidad Torcuato Di Tella, também sediada em Buenos Aires.
Mudou-se para os Estados Unidos, quando iniciou seu doutorado na Universidade de Chicago e o concluiu no ano de 2002, onde estudou tributação e seguridade social.

### Atuação profissional
Em artigo publicado pela revista britânica The Economist intitulada "Jovens brilhantes internacionais" em 30 de outubro de 2008, a revista listou Werning como um dos 8 melhores jovens economistas do mundo.
Desde 2002, atua como professor no Instituto de Tecnologia de Massachusetts (MIT), tornando-se professor titular em 2014. Desde 2015 é membro da Academia de Artes e Ciências dos Estados Unidos. Foi professor visitante da Universidade Harvard no ano de 2006.

## Prêmios
- Banque de France-Toulouse: Prêmio Júnior da Escola de Economia em Economia Monetária e Finanças (2014);[12]
- Prêmio John Lee de Macroeconomia (1998).[5]